# Krisztián Veréb
Krisztián Veréb (n. 27 iulie 1977, Miskolc, Ungaria – d. 24 octombrie 2020) a fost un caiacist ce a reprezentat Ungaria, medaliat olimpic. A participat la o ediție a Jocurilor Olimpice (2000) în care a câștigat o medalie de bronz.